# Harlow

Położenie dystryktu w hrabstwie Essex

Harlow – miasto i dystrykt w Wielkiej Brytanii, w Anglii, w hrabstwie Essex, na północny wschód od Londynu. W 2021 roku miejscowość liczyła 93 580 mieszkańców.
W mieście rozwinął się przemysł poligraficzny, precyzyjny oraz meblarski.

## Konflikty etniczne w XXI wieku
W sierpniu 2016 roku w Harlow doszło do głośnego zabójstwa Polaka. Pochodzący z Tomaszowa Mazowieckiego Arkadiusz Jóźwiak, był – według ustaleń policji – przypadkową ofiara grupy angielskich nastolatków w wieku 14-16, w kontekście nasilających się po Brexicie nastrojów antypolskich w Wielkiej Brytanii.
W sprawie wyjaśnienia okoliczności zabójstwa Polaka do Londynu przyjechało niebawem jednocześnie aż trzech polskich ministrów.
Kilka dni po zabójstwie polska społeczność w Harlow zorganizowała 700 osobowy marsz milczenia. Po marszu doszło do kolejnego pobicia dwóch Polaków przez brytyjskich sprawców. Miesiąc po zabójstwie Polaka, główny podejrzany o bezpośrednie sprawstwo 15 latek, został zwolniony do domu za kaucją

## Dzielnice
- Bush Fair, Church Langley, Great Parndon, Harlow Common, Little Parndon and Hare Street, Mark Hall, Netteswell, Old Harlow, Staple Tye, Sumners and Kingsmoor i Toddbrook[10].

## Miasta partnerskie
- Hawierzów
- Stavanger
- Vélizy-Villacoublay